# Agrupación Deportiva Torrejón
La Agrupación Deportiva Torrejón fue un equipo de fútbol de España, de la localidad de Torrejón de Ardoz en la Comunidad de Madrid. El equipo fue fundado en 1953 y desapareció en el año 2002 tras fusionarse con el Torrejón C.F para formar la AD Torrejón CF.

## Historia
El club fue fundado en 1953 con el nombre de C.D. Torrejón  (anteriormente hubo un club federado en Torrejón, la S.D. Torrejón de Ardoz, pero desapareció) y empezó a competir en las categorías inferiores de Regional, hasta que en la temporada 1962-1963, se consigue el ascenso a Primera Regional.
En la temporada 69-70 se rebautiza el club como Agrupación Deportiva Torrejón, resultante tras la fusión con otros dos equipos locales de Torrejón, que militaban en Tercera Regional y que fueron creados a mediados de los 60, el Norsa y La Imperial.
En la temporada 1972-73 se consigue el primer ascenso a Tercera División, y aunque la temporada siguiente el equipo desciende de categoría, al año siguiente recupera. Se juegan 3 temporadas seguidas en la Tercera División, hasta que la temporada 1977-1978 el equipo forma parte de la recién creada Segunda División B, en la que solo parten dos grupos. El equipo juega seis temporadas consecutivas hasta descender de nuevo a Tercera.
También el club participó 9 temporadas en la Copa, con eliminatorias muy interesantes, como por ejemplo la que le enfrentó en 1980 en tercera ronda al Hércules Club de Fútbol, que por aquel entonces estaba en Primera División y que le tuvo que eliminar en la prórroga.
Tras descender a Tercera, se vuelve a descender a Regional a la temporada siguiente y además debido a la deuda económica que se venía arrastrando, el equipo se ve en Primera Regional, descendiendo de esta manera tres categorías en dos temporadas, en lo que puede considerarse la peor época en la historia del club.
Salir del pozo de la Regional costaría cinco temporadas, la temporada 1989-1990 se retorna a Tercera División, aunque una Tercera más devaluada que la de los años 70, pues ya existe la Segunda B y el número de grupos que forman la Tercera es más elevado.
El equipo se estabiliza nueve temporadas en Tercera División e incluso roza en dos temporadas los puestos de promoción a Segunda B, pero finalmente el equipo acaba nuevamente en Regional Preferente la temporada 1998-1999.
En Preferente el equipo comparte categoría y grupo con otro equipo de Torrejón, creado no hace muchos años. Este equipo, llamado Torrejón C.F acabará tras varias temporadas en Regional, ascendiendo a Tercera División, por primera vez en su historia, mientras que la Agrupación se queda en Regional. El C.F desciende en su debut en Tercera, pero durante esa temporada las gestiones de fusión de ambos clubes, culminan con la creación del nuevo club AD Torrejón CF que mantiene el uniforme tradicional de la Agrupación.

## Trayectoria histórica en categoría nacional
| Temporada | División           | Posición |
| --------- | ------------------ | -------- |
| 1972-1973 | Tercera División   | 17       |
| 1974-1975 | Tercera División   | 13       |
| 1975-1976 | Tercera División   | 14       |
| 1976-1977 | Tercera División   | 10       |
| 1977-1978 | Segunda División B | 9        |
| 1978-1979 | Segunda División B | 4        |
| 1979-1980 | Segunda División B | 8        |
| 1980-1981 | Segunda División B | 13       |
| 1981-1982 | Segunda División B | 16       |
| 1982-1983 | Segunda División B | 20       |
| 1983-1984 | Tercera División   | 19       |
| 1989-1990 | Tercera División   | 16       |
| 1990-1991 | Tercera División   | 5        |
| 1991-1992 | Tercera División   | 8        |
| 1992-1993 | Tercera División   | 5        |
| 1993-1994 | Tercera División   | 10       |
| 1994-1995 | Tercera División   | 14       |
| 1995-1996 | Tercera División   | 8        |
| 1996-1997 | Tercera División   | 14       |
| 1997-1998 | Tercera División   | 19       |

## Uniforme
- Primera equipación: Camiseta roja con franja diagonal blanca, pantalón y medias azules.
- Segunda equipación: Camiseta azul con franja diagonal blanca, pantalón y medias blancas.

## Estadio
En sus inicios la AD Torrejón jugaba sus partidos en el Estadio de San Isidro que llegó a tener una capacidad de 2.500 personas, pero en la década de los 80 fue demolido. Posteriormente la AD Torrejón CF jugó sus partidos en Estadio Las Veredillas. El campo, situado en Torrejón de Ardoz, cuenta con capacidad para 500 personas.

## Datos del club
- Temporadas en 2ªB: 6
- Temporadas en 3.ª: 14
- Mejor puesto en la liga: 4º (2ªB, Temporada 1978-1979)

## Trofeos amistosos
- Trofeo Vallehermoso: (1) 1972
- Trofeo Feria de San Julián (Cuenca)  : (1) 1974
- Trofeo Cervantes: (1) 1977
- Trofeo Puchero: (1) 1977